# Brandizzo
Brandizzo (piemonti nyelven Brandis) egy olasz község (comune) a Piemont régióban, Torino megyében.

## Földrajza
Torino megye északkeleti sík részén, a Malone és a Pó összefolyásánál,  Torinótól 19, Settimo Torinesetől 7, és  Chivassótól 4 km-re helyezkedik el. A Torino–Milánó-vasútvonal két részre osztja a települést. Áthalad rajta az A4 autópálya is.